# La Crouzille
La Crouzille település Franciaországban, Puy-de-Dôme megyében. Lakosainak száma 259 fő (2022. január 1.). La Crouzille Ronnet, Ars-les-Favets, Montaigut-en-Combraille, Le Quartier, Virlet és Youx községekkel határos.

## Népesség
A település népességének változása:
| Lakosok száma | 276  | 271  | 274  | 262  | 262  | 259  | 259  | 259  | 259  |
|               | 2013 | 2015 | 2016 | 2017 | 2018 | 2019 | 2020 | 2021 | 2022 |